# Eklektické pohanství

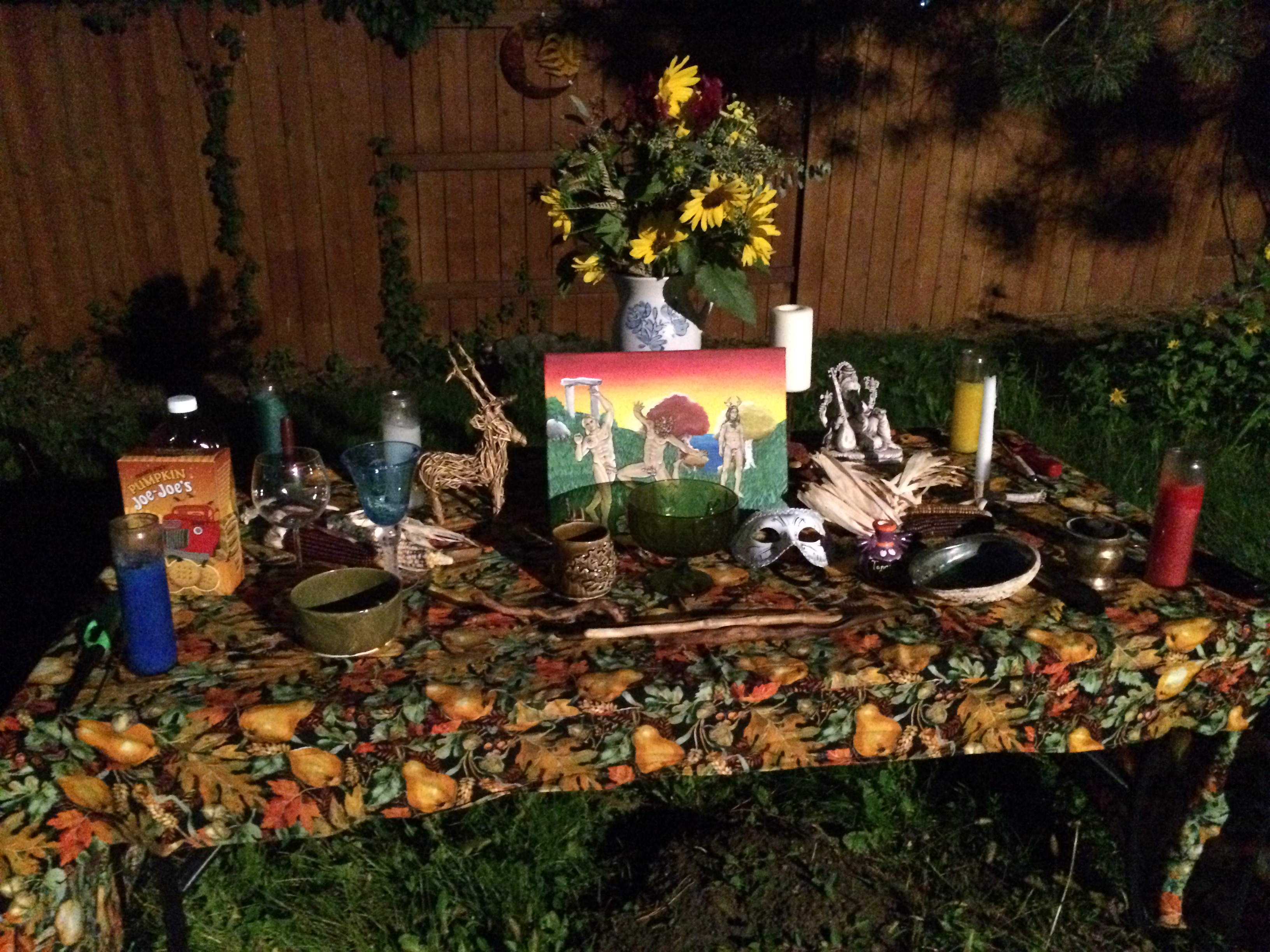
Eklektický oltář k příležitosti svátku Mabon pohanů ze Salt Lake Pagan Society zahrnující například sošky keltského Cernunna i severského Thóra

Eklektické pohanství, universalistické pohanství, či novopohanství v užším slova smyslu, je proud v rámci širšího novopohanského hnutí do kterého je řazena především eklektická Wicca, některé formy moderního čarodějnictví, Církev všech světů a hnutí Bohyně, nejasné může být zařazení tradiční Wiccy a neodruidismu. Bývá dáváno do kontrastu s etnickým novopohanstvím a rekonstrukcionismem. Eklektičtí novopohané bývají někdy označováni jako „ne-denominační“, protože část z nich nenásleduje konkrétní pohanské náboženství, ale pouze obecné pohanské hodnoty, ke kterým bývá řazena především úcta k ženskému prvku božství, přírodě a pohled na svět jako okouzlený. Eklektické pohanství je převládající formou novopohanství ve Spojených státech a na Britských ostrovech, kde je kladen menší důraz na etnickou identitu, než například v severní a východní Evropě kde převládají etnické a rekonstrukcionistické formy novopohanství. Přesto však například ve Spojených státech existuje významná skupina etnických pohanů následujících Ásatrú, víru v severské bohy.

## Definice
Definicí eklektického proudu v rámci novopohanství se zabýval například religionista Michael Strmiska a folkloristka Mariya Lesiv. Podle Strmisky mají eklektici vnímat evropská předkřesťanská náboženství v jejich celistvosti jako zdroj inspirace a nástroj dosažení duchovní zkušenosti, zatímco etničtí/rekonstrukcionističtí novopohané se upínají ke konkrétní předkřesťanské náboženské tradici a kladou větší důraz na studium historických, archeologických, etnologických a lingvistických zdrojů. Eklektické pohanství má také větší tendenci čerpat z neevropských zdrojů a někdy též ke splývání s New Age. Mariya Lesiv zase poukazuje na důraz kladený eklektiky na „kreativitu“ a rekonstrukcionisty na „autenticitu“.
Oba badatelé však zároveň poukazují na nejasnou hranici mezi proudy. Strmiska poukazuje například na obřady lotyšské rekonstrukcionistické Dievturīby, které výrazně čerpají z luteránského křesťanství, a na druhou stranu na některé  formy Wiccy které se uchylují ke konkrétní náboženské tradici a ztrácejí své eklektické prvky. Mariya Lesiv zase zmiňuje přístup, který označuje jako appropriationism, v rámci ukrajinského rekonstrukcionistického rodnověří, které má tendenci čerpat prvky z cizích duchovních systémů, ačkoliv se vůči eklekticismu programově vymezuje, a tvrdit že byly vždy součástí jejich náboženské tradice a že tak nejsou vypůjčené, ale domácí.

## Nauka
Různé formy eklektického novopohanství nemají jednotnou nauku, ale typicky obsahuje několik shodných prvků. Podle historika Ronalda Huttona novopohané:
- přijímají inherentní božství v přirozeném světě a odmítají představu transcendentálního stvořitele
- následují jednoduchou etiku svobody orientovanou na naplnění vlastních individuálních potřeb a tužeb a dosažení osobního růstu a štěstí, přičemž zároveň odmítají ubližování ostatním
- odmítají představu preskriptivního božského zákona, hříchu a spasení
- věří že božství může být jak mužské tak ženské povahy a že ženy jsou v náboženské sféře rovny mužům
- obrací se a inspirují se symbolikou a odkaz předkřesťanských náboženství Evropy a Předního východu[4]

Pohanský autor John Halstead pak novopohanství charakterizuje následujícími prvky:
- život potvrzující náboženství
- přírodní náboženství a „Earth religion“
- feministické náboženství
- eklektické náboženství
- sakralizaci psychologie[4]

## Přírodní náboženství
Ekletické pohanství, či novopohanství, je často je chápáno jako „přírodní náboženství“ vzhledem k tomu že božství je chápáno jako nacházející se v přírodě a přirozeném světě. Fyzická realita není chápána jako podružná, padlá či iluzorní jako v některých jiných náboženstvích a je chápána jako pozitivní, včetně lidského těla a sexu. Novopohané kteří věří v reinkarnaci, na rozdíl od vyznavačů indických náboženství, chápou převtělování jako pozitivní součást koloběhu přírody, nikoliv jako proces z něhož je žádoucí uniknout. Toto přesvědčení se odráží v důrazu jež je kladen na environmentální otázky. V 70. letech bylo novopohanství silně ovlivněno ekofeministickým hnutím a jeho sakralizací Země, k oběma hnutím náleží například aktivistka a spisovatelka Starhawk.